# ترسیتس ۱۸۶۸

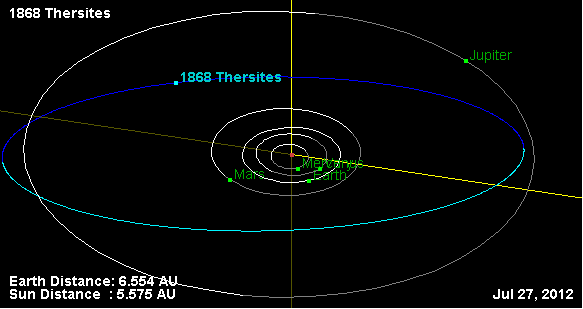
نمایی از محل قرارگیری سیارک ترسیتس ۱۸۶۸ در مدار – ۲۰۱۲

سیارک ۱۸۶۸ (به انگلیسی: 1868 Thersites، نامگذاری:2008P-L) هزار و هشتصد و شصت و هشتمین سیارک کشف شده‌است که در ۲۴ سپتامبر ۱۹۶۰ کشف شد.
قدر مطلق سیارک برابر ۹٫۳۰ است.